# Canadian Open (кёрлинг)
Canadian Open, с 2023 года называемый Co-op Canadian Open (по названию титульного спонсора), — это ежегодный турнир по кёрлингу среди мужчин и женщин, который является одним из шести соревнований, входящих в Большой шлем по кёрлингу, и является одним из четырёх «главных».
Турнир был единственным, который использовал формат до трёх поражений (с 2023 года принят формат, используемый в остальных турнирах Большого шлема). Женский турнир был введен в сезоне кёрлинга 2014–15. В 2021 году, когда турнир должен был впервые пройти за пределами Канады и должен был называться просто Open. Однако в 2021 и 2022 годах турнир не проводился из-за пандемии COVID-19.
В турнире принимали участие 16 мужских и 16 женских команд. Для участия квалифицируются семь лучших команд в рейтинге Мирового тура, семь лучших команд в рейтинге Мирового тура с начала года, победитель предыдущего турнира Лиги 2 Tour Challenge, а также команда по выбору спонсора.

Начиная с сезона 2024 года в турнире принимают участие также 16 мужских и 16 женских команд. И мужской и женский дивизионы имеют одинаковый формат - два этапа: групповой (не круговой) и плей-офф. Команды условно разделены на четыре группы по четыре команды. Команды проводят четыре матча (по одному с каждой командой из соседней группы). Составляется общий рейтинг всех 16 команд. Восемь лучших из общего рейтинга всех команд выходят в плей-офф, который проводится по Олимпийской системе.
Все турниры проводятся на территории Канады. Телевизионные трансляции проходят на каналах канадской англоязычной спортивной телевизионной сети Sportsnet.

## Прежние наименования
- Telus Canadian Open: 2001
- M&M Meat Shops Canadian Open: 2002
- Canadian Open: 2003, 2005
- BDO Classic Canadian Open: 2006, 2007 (Дек)
- BDO Classic Canadian Open of Curling: 2007 (Янв)
- BDO Canadian Open of Curling: 2009–2011
- Canadian Open of Curling: 2012
- Canadian Open: 2013–2014
- Meridian Canadian Open: 2015-2020
- Meridian Open: 2021
- Co-op Canadian Open: 2023

## Победители

### Мужчины
| Год            | Победитедь                                                     | Финалист                                                      | Место                        | Призовой фонд (CAD) |
| -------------- | -------------------------------------------------------------- | ------------------------------------------------------------- | ---------------------------- | ------------------- |
| 2001           | Уэйн Мидо, Грэм Маккарел, Иэн Тетли, Скотт Бейли               | Джефф Стоутон, Джон Мид, Гарри Ванденберге, Даг Армстронг     | Wainwright, Альберта         | $100,000            |
| 2002           | Кевин Мартин, Дон Валчак, Картер Райкрофт, Дон Бартлетт        | Гленн Ховард, Ричард Харт, Коллин Митчелл, Jason Mitchell     | Тандер-Бей, Онтарио          | $100,000            |
| 2003           | Glen Despins, Rod Montgomery, Phillip Germain, Dwayne Mihalicz | Dave Boehmer, Pat Spring, Richard Daneault, Don Harvey        | Брандон                      | $100,000            |
| 2005           | Кевин Мартин, Дон Валчак, Картер Райкрофт, Дон Бартлетт        | Рэнди Фёрби, Дэвид Недохин, Скотт Пфейфер, Марсель Рок        | Виннипег, Манитоба           | $100,000            |
| 2006           | Джефф Стоутон, Джон Мид, Гарри Ванденберге, Стив Гулд          | Джон Моррис, Кевин Куи, Марк Кеннеди, Paul Moffatt            | Виннипег, Манитоба           | $100,000            |
| 2007 (Янв.)    | Кевин Мартин, Джон Моррис, Марк Кеннеди, Бен Хеберт            | Рэнди Фёрби, Дэвид Недохин, Скотт Пфейфер, Марсель Рок        | Виннипег, Манитоба           | $100,000            |
| 2007 (Дек.)    | Кевин Мартин, Джон Моррис, Марк Кеннеди, Бен Хеберт            | Shawn Adams, Paul Flemming, Craig Burgess, Kelly Mittelstadt  | Квебек                       | $100,000            |
| 2009           | Гленн Ховард, Ричард Харт, Брент Лэинг, Крейг Сэвилл           | Кевин Мартин, Джон Моррис, Марк Кеннеди, Бен Хеберт           | Виннипег, Манитоба           | $100,000            |
| 2010           | Кевин Мартин, Джон Моррис, Марк Кеннеди, Бен Хеберт            | Гленн Ховард, Ричард Харт, Брент Лэинг, Крейг Сэвилл          | Виннипег, Манитоба           | $100,000            |
| 2011 (Янв.)    | Майк Макьюэн, Би Джей Ньюфелд, Мэтт Возняк, Дэнни Ньюфелд      | Гленн Ховард, Ричард Харт, Брент Лэинг, Крейг Сэвилл          | Ошава, Онтарио               | $100,000            |
| 2011 (Дек.)    | Майк Макьюэн, Би Джей Ньюфелд, Мэтт Возняк, Дэнни Ньюфелд      | Джефф Стоутон, Джон Мид, Рид Карразерс, Стив Гулд             | Кингстон                     | $100,000            |
| 2012           | Гленн Ховард, Уэйн Мидо, Брент Лэинг, Крейг Сэвилл             | Брэд Джейкобс, Райан Фрай, Эрик Харнден, Райан Харнден        | Келоуна, Британская Колумбия | $100,000            |
| 2013           | Кевин Куи, Пэт Симмонс, Картер Райкрофт, Нолан Тиссен          | Брэд Гушу, Бретт Галлант, Адам Кейси, Джефф Уокер             | Медисин-Хат, Альберта        | $100,000            |
| 2014           | Брэд Гушу, Марк Николс, Бретт Галлант, Джефф Уокер             | Steve Laycock, Кирк Майерс, Колтон Флеш, Dallan Muyres        | Yorkton, Саскачеван          | $100,000            |
| 2015           | Джон Эппинг, Mathew Camm, Патрик Джэнссен, Tim March           | Брэд Гушу, Марк Николс, Бретт Галлант, Джефф Уокер            | Yorkton, Саскачеван          | $100,000            |
| 2017           | Брэд Гушу, Марк Николс, Бретт Галлант, Джефф Уокер             | Никлас Эдин, Оскар Эрикссон, Расмус Врано, Кристофер Сундгрен | North Battleford, Саскачеван | $100,000            |
| 2018           | Петер Де Круз, Бенуа Шварц, Клаудио Пец, Валентин Таннер       | Никлас Эдин, Оскар Эрикссон, Расмус Врано, Кристофер Сундгрен | Camrose, Альберта            | $100,000            |
| 2019           | Брендан Боттчер, Даррен Молдинг, Брэдли Тиссен, Каррик Мартин  | Джон Эппинг, Mathew Camm, Брент Лэинг, Крейг Сэвилл           | North Battleford, Саскачеван | $100,000            |
| 2020           | Брэд Джейкобс, Марк Кеннеди, Эрик Харнден, Райан Харнден       | Джон Эппинг, Райан Фрай, Mathew Camm, Брент Лэинг             | Yorkton, Саскачеван          | $150,000            |
| 2021           | Отменен                                                        | Отменен                                                       | Отменен                      | Отменен             |
| 2022           | Отменен                                                        | Отменен                                                       | Отменен                      | Отменен             |
| 2023           | Брендан Боттчер, Марк Кеннеди, Бретт Галлант, Бен Хеберт       | Никлас Эдин, Оскар Эрикссон, Расмус Врано, Кристофер Сундгрен | Camrose, Альберта            | $150,000            |
| 2024 (2023-24) | Брюс Моуэт, Грант Харди, Бобби Лэмми, Хэмми Макмиллан мл.      | Брендан Боттчер, Марк Кеннеди, Бретт Галлант, Бен Хеберт      | Ред-Дир, Альберта            | $200,000            |
| 2024 (2024-25) | Брюс Моуэт, Грант Харди, Бобби Лэмми, Хэмми Макмиллан мл.      | Брэд Гушу, Марк Николс, Брендан Боттчер, Джефф Уокер          | Nisku, Альберта              | $200,000            |

### Женщины
| Год            | Победитедь                                                                  | Финалист                                                                      | Место                        | Призовой фонд (CAD) |
| -------------- | --------------------------------------------------------------------------- | ----------------------------------------------------------------------------- | ---------------------------- | ------------------- |
| 2014           | Ив Мюрхед, Анна Слоун, Вики Чалмерс, Сара Рид                               | Рейчел Хоман, Эмма Мискью, Джоанн Кортни, Лиза Уигл                           | Yorkton, Саскачеван          | $100,000            |
| 2015           | Рейчел Хоман, Эмма Мискью, Джоанн Кортни, Лиза Уигл                         | Джонс, Дженнифер, Кейтлин Лоус, Джилл Оффисер, Дон Макьюэн                    | Yorkton, Саскачеван          | $100,000            |
| 2017           | Кейси Шейдеггер, Cary-Anne McTaggart, Jessie Scheidegger, Stephanie Enright | Сильвана Тиринцони, Кэти Овертон-Клэпем, Эстер Нойеншвандер, Марлене Альбрехт | North Battleford, Саскачеван | $100,000            |
| 2018           | Челси Кэри, Кэти Овертон-Клэпем, Джоселин Петерман, Лейни Питерс            | Мишель Энглот, Кейт Кэмерон, Leslie Wilson-Westcott, Raunora Westcott         | Camrose, Альберта            | $100,000            |
| 2019           | Рейчел Хоман, Эмма Мискью, Джоанн Кортни, Лиза Уигл                         | Сильвана Тиринцони, Алина Пец, Эстер Нойеншвандер, Мелани Барбеза             | North Battleford, Саскачеван | $100,000            |
| 2020           | Анна Хассельборг, Сара Макманус, Агнес Кнохенхауэр, София Мабергс           | Ким Мин Джи, Ха Сын Ён, Ким Хе Рин, Ким Су Джин, Ян Тхэ И                     | Yorkton, Саскачеван          | $150,000            |
| 2021           | Отменен                                                                     | Отменен                                                                       | Отменен                      | Отменен             |
| 2022           | Отменен                                                                     | Отменен                                                                       | Отменен                      | Отменен             |
| 2023           | Сацуки Фудзисава, Тинами Ёсида, Юми Судзуки, Юрика Ёсида, Котоми Исидзаки   | Керри Эйнарсон, Валери Свитинг, Шэннон Бёрчард, Бриан Харрис                  | Camrose, Альберта            | $150,000            |
| 2024 (2023-24) | Рейчел Хоман, Трэйси Флёри, Эмма Мискью, Сара Уилкс, Рашель Браун           | Алина Пец, Сильвана Тиринцони (скип), Селина Витшонке, Карол Ховальд          | Ред-Дир, Альберта            | $200,000            |
| 2024 (2024-25) | Рейчел Хоман, Трэйси Флёри, Эмма Мискью, Сара Уилкс, Рашель Браун           | Алина Пец, Сильвана Тиринцони (скип), Селина Витшонке, Карол Ховальд          | Nisku, Альберта              | $200,000            |